# Lophophelma erionoma
Lophophelma erionoma là một loài bướm đêm trong họ Geometridae.